# Yixianosaurus
Yixianosaurus longimanus
Genre
Espèce
Yixianosaurus (signifiant « lézard d'Yixian ») est un genre éteint de dinosaures à plumes, un théropode paravien basal datant du Crétacé inférieur et retrouvé en Chine. Sa taille est estimée à 1 mètre de long pour une masse d'environ 1 kilogramme.
L'espèce type et seule espèce, Yixianosaurus longimanus, a été décrite par Xu Xing et Wang Xiao-lin en 2003. Le nom générique fait référence à la formation d'Yixian. Le nom spécifique est tiré des mots latin longus (« long ») et manus (« main »).
L'holotype, IVPP V12638, a été découvert en 2001 dans le nord-est de la Chine, à Liaoning, Wangjiagou.